# DB 750
La DB 750 è una piccola autovettura sportiva prodotta dal 1952 al 1954 dalla piccola casa automobilistica francese D.B. Viene spesso indicata anche come DB-Panhard 750 o come DB Coach.

## Profilo
L'idea, da parte della D.B, di cominciare a produrre una piccola coupé sportiva in serie risale alla seconda metà degli anni 40 del secolo scorso, dopo che la collaborazione con la Citroën permise alla piccola Casa di Champigny di realizzare alcune vetture da gara e di ottenere anche alcuni brillanti risultati. Fu così che al salone di Parigi del 1949 nello stand D.B venne presentato il prototipo DB8, prefigurante una coupé dalle linee arrotondate con motore di origine Citroën. Il disegno del corpo vettura era opera della carrozzeria Antem. Il progetto dei soci Charles Deutsch e René Bonnet, fondatori della D.B, era quello di produrre tale vettura in una limitatissima "tiratura" di una dozzina di esemplari. Pierre-Jules Boulanger, presidente della Citroën, negò l'autorizzazione definitiva per l'impiego di suoi motori nella produzione in serie di altri modelli che non fossero Citroën. Si concluse così il sodalizio con la casa del "double chevron", ma non il proposito della D.B. di entrare nella produzione di serie. Tale intento trovò un appoggio più stabile quando, non molto tempo dopo, venne stipulato un accordo di collaborazione con la Panhard. Da qui nacquero inizialmente altre monoposto e biposto da competizione, ma nel frattempo fu anche avviato il progetto relativo alla coupé da produrre in serie, stavolta sfruttando la tecnologia Panhard.
Nell'aprile del 1952 debuttò finalmente la prima coupé, con carrozzeria realizzata ancora una volta da Antem e spinta da un bicilindrico Panhard da 745 cm³. Si tratta dello stesso motore impiegato nello stesso periodo sotto il cofano della Dyna X. Da quest'ultima derivò anche il telaio in acciaio, con sospensioni a ruote indipendenti, avantreno a balestra trasversale, retrotreno a barre di torsione e freni a tamburo sulle quattro ruote.
Questa vettura era anche stilisticamente affine alla Dyna X, specialmente nel frontale, caratterizzato dalla classica calandra ondulata presente anche nella produzione Panhard degli anni '40 e '50 del Novecento. I primi 70 esemplari furono carrozzati nuovamente da Antem, ma al Salone di Parigi del 1952 venne presentata una nuova edizione della piccola coupé francese, la cui carrozzeria fu stavolta disegnata da Frua. Di questa nuova edizione furono invece prodotti 60 esemplari fino al 1954, dopodiché la vettura fu sostituita dal modello HBR 4.
La DB 750 raccolse alcuni successi in campo agonistico, come il Tour de France del 1952, riscaldando ulteriormente l'entusiasmo del pubblico.